# Gorodowikowsk
Gorodwikowsk (russisch Городовиковск, bis 1971 Baschanta / Башанта; kalmückisch Башнта, Baschnta) ist eine Kleinstadt und Rajon-Zentrum mit 9565 Einwohnern (Stand 14. Oktober 2010) in der Autonomen Republik Kalmückien der Russischen Föderation.

## Lage

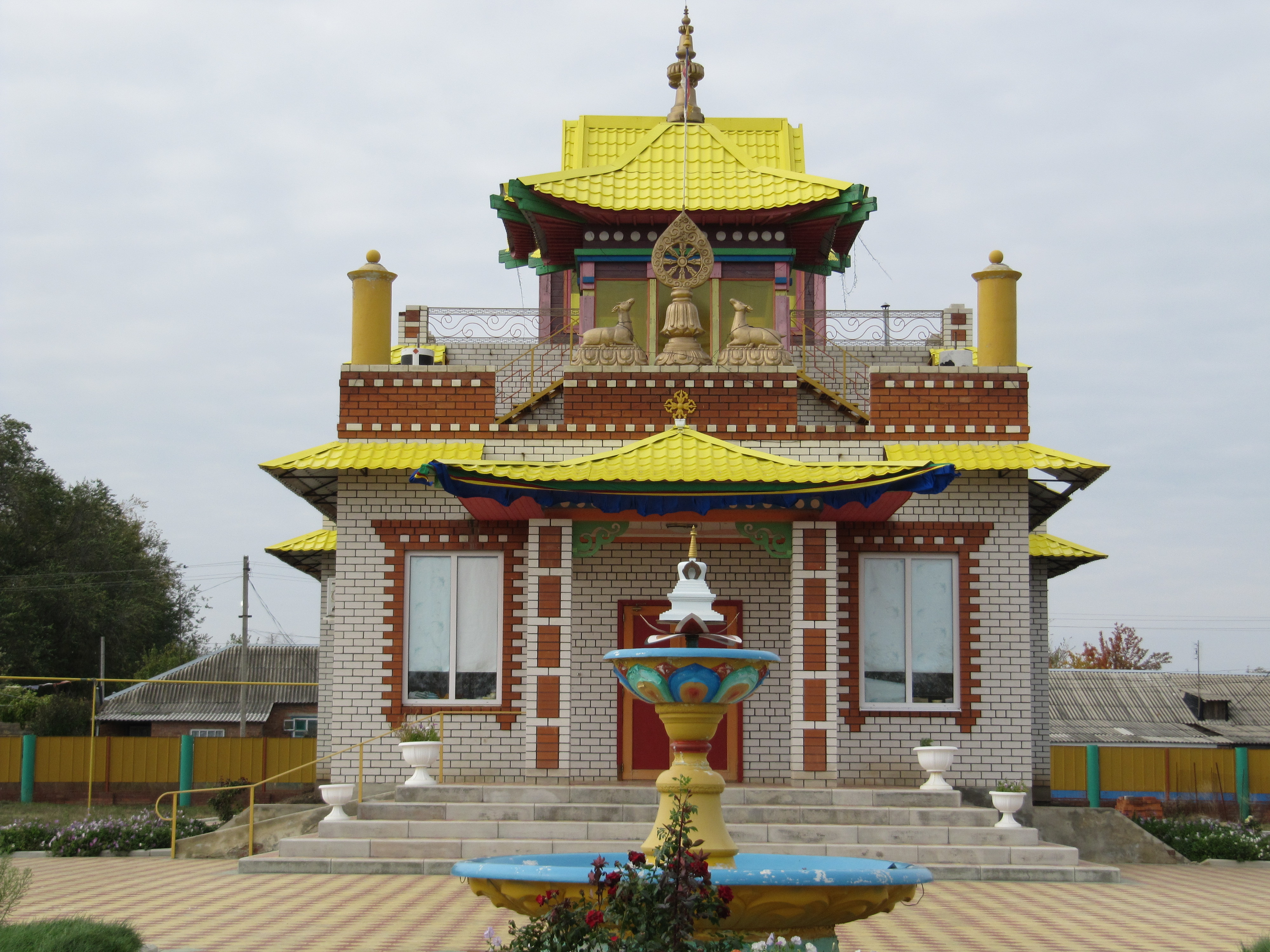
Buddhistisches Kloster in Gorodowikowsk, erbaut 2005–2008, gewidmet Lama Tsongkhapa

Gorodowikowsk liegt in der Manytschniederung im äußersten Westen Kalmückiens, unweit der Grenzen zur Oblast Rostow und zur Region Stawropol. Die Entfernung zur östlich gelegenen Republikhauptstadt Elista beträgt etwa 240 km, die am nächsten gelegene Stadt ist Salsk in der Oblast Rostow, rund 60 km nordwestlich von Gorodowikowsk.

## Geschichte
Die Ortschaft wurde von den Kalmücken 1872 unter dem Namen Baschanta (mongolisch beischin „Haus“) gegründet. 1909 wurde das Dorf Zentrum eines kalmückischen Ulus (≈ Landkreises), 1938, inzwischen zur Kalmückischen ASSR gehörend, eine Siedlung städtischen Typs. Die Umbenennung in Gorodowikowsk zu Ehren des Helden der Sowjetunion, Oka Iwanowitsch Gorodowikow (1879–1960), und die gleichzeitige Verleihung der Stadtrechte erfolgte im Jahre 1971.

### Bevölkerungsentwicklung
| Jahr | Einwohner |
| ---- | --------- |
| 1939 | 3.979     |
| 1959 | 4.619     |
| 1970 | 7.804     |
| 1979 | 11.879    |
| 1989 | 11.902    |
| 2002 | 10.940    |
| 2010 | 9.565     |

Anmerkung: Volkszählungsdaten

## Wirtschaft
Gorodowikowsk ist relativ arm an Industrie; diese beschränkt sich dort weitgehend auf Nahrungsmittelbetriebe. Im Rajon Gordowikowsk wird ansonsten vornehmlich Landwirtschaft betrieben.

## Persönlichkeiten
- Alexei Sergejewitsch Pomerko (* 1990), Fußballspieler